# Joselito Carreño Quiñonez
Joselito Carreño Quiñonez MXY (* 16. April 1966 in Cepitá, Departamento de Santander, Kolumbien) ist ein kolumbianischer Ordensgeistlicher und Apostolischer Vikar von Inírida.

## Leben
Joselito Carreño Quiñonez trat der Ordensgemeinschaft der Misioneros Javerianos de Yarumal bei und legte am 3. Dezember 1991 die ewige Profess ab. Er empfing am 9. November 1996 das Sakrament der Priesterweihe.
Am 3. Dezember 2013 ernannte ihn Papst Franziskus zum Titularbischof von Paria in Proconsolare und bestellte ihn zum Apostolischen Vikar von Inírida. Der Apostolische Nuntius in Kolumbien, Erzbischof Ettore Balestrero, spendete ihm sowie auch Carlos Alberto Correa Martínez und Medardo de Jesús Henao del Río MXY am 15. Februar 2014 die Bischofsweihe; Mitkonsekratoren waren der emeritierte Apostolische Vikar von Inírida, Antonio Bayter Abud MXY, und der Bischof von Sonsón-Rionegro, Fidel León Cadavid Marín.